# Пареха (Гвадалахара)
Пареха (ісп. Pareja) — муніципалітет в Іспанії, у складі автономної спільноти Кастилія-Ла-Манча, у провінції Гвадалахара. Населення — 536 осіб (2010).
Муніципалітет розташований на відстані близько 90 км на схід від Мадрида, 44 км на схід від Гвадалахари.
На території муніципалітету розташовані такі населені пункти: (дані про населення за 2010 рік)
- Лас-Анклас: 30 осіб
- Касасана: 38 осіб
- Сереседа: 24 особи
- Пареха: 352 особи
- Пеньялагос: 18 осіб
- Табладільйо: 13 осіб
- Параїсо: 61 особа

## Демографія
Динаміка населення (INE ):

## Галерея зображень

Розташування муніципалітету у провінції Гвадалахара